# Andrew Marveggio
Andrew Marveggio (Adelaide, 22 april 1992) is een Australisch professioneel voetballer die doorgaans speelt als middenvelder. In juli 2024 tekende hij voor Adelaide Olympic.

## Carrière
Marveggio begon zijn carrière bij Adelaide City Force. Hij doorliep bij die club de jeugdopleiding samen met zijn broer, Ryan Marveggio. Beide spelers vertrokken in de zomer van 2011 naar Nederland om voor Telstar te gaan spelen. Op 9 maart 2012 debuteerde Andrew, toen er thuis met 0–2 verloren werd van Go Ahead Eagles. Na een seizoen vertrok Ryan in tegenstelling tot zijn broer Andrew, hij kreeg een nieuw contract bij de club uit Velzen Zuid. Het seizoen 2014/15 bracht Marveggio door bij Fortuna Sittard, waarna hij achtereenvolgens speelde voor de Duitse clubs FC Strausberg, VfV Hildesheim en TSG Neustrelitz. Medio 2018 verkaste de Australiër naar FK Zemun, dat hem direct verhuurde aan Mačva Šabac. De Australiër stapte in februari 2020 over naar Bokelj Kotor. Via OFK Petrovac kwam de Australiër medio 2021 terecht bij Mornar Bar. Deze club verliet hij na een half jaar, om voor Jezero Plav te gaan spelen. In april 2023 werd Sheikh Russel de nieuwe werkgever van Marveggio. Bij Adelaide Olympic keerde hij medio 2024 terug in Adelaide.